# Comté de Murray (Minnesota)
Pour les articles homonymes, voir Comté de Murray.
Le comté de Murray est situé dans l’État du Minnesota, aux États-Unis. Il comptait 9 165 habitants en 2000. Son siège est Slayton.